# Parafia Matki Bożej Miłującej w Czeremsze
Parafia Matki Bożej Miłującej – parafia prawosławna w Czeremsze, w dekanacie Kleszczele diecezji warszawsko-bielskiej.
Na terenie parafii funkcjonują 2 cerkwie:
- cerkiew Matki Bożej Miłującej w Czeremsze – parafialna
- cerkiew Świętych Kosmy i Damiana w Czeremsze-Wsi – cmentarna

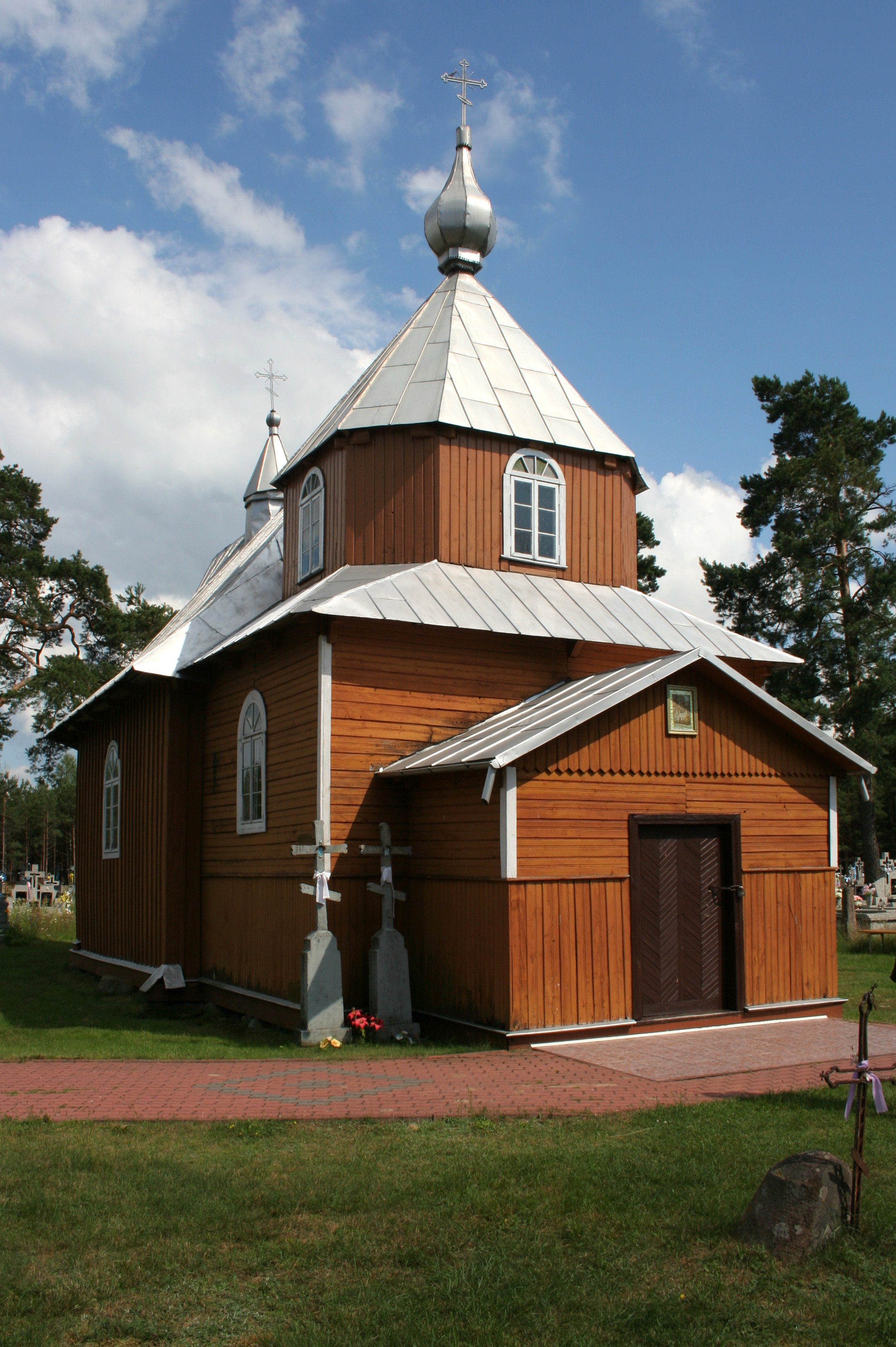
Cerkiew cmentarna Świętych Kosmy i Damiana w Czeremsze-Wsi

## Historia
Parafia powstała z wydzielonej części parafii św. Barbary w Kuzawie (utworzonej w 1984 z części parafii Zaśnięcia Przenajświętszej Bogurodzicy w Kleszczelach). Erygowana dekretem metropolity warszawskiego i całej Polski Bazylego 24 marca 1986 przy cmentarnej cerkwi Świętych Kosmy i Damiana w Czeremsze-Wsi. W 1987 rozpoczęto budowę nowej  murowanej cerkwi poświęconej atoskiej ikonie Matki Bożej Miłującej w Czeremsze. Od 1991 stała się ona świątynią parafialną, a cerkiew Świętych Kosmy i Damiana powróciła do swej dawnej roli cerkwi cmentarnej.
W 1989 utworzono cmentarz na terenie Czeremchy, a w 1994 zbudowano dom parafialny. Prace przy cerkwi Ikony Matki Bożej Miłującej ukończono w 1997.
Do parafii należą dwie miejscowości: Czeremcha i Czeremcha-Wieś.

## Święta parafialne
- w Czeremsze:
  - 24 czerwca (11 czerwca według starego stylu) – uroczystość Ikony Matki Bożej Miłującej;
  - 11 października (28 września według starego stylu) – uroczystość Ikony Matki Bożej „Nieoczekiwana Radość”
- w Czeremsze-Wsi:
  - 2 sierpnia (20 lipca według starego stylu) – uroczystość św. Proroka Eliasza;
  - 14 listopada (1 listopada według starego stylu) – uroczystość Świętych Kosmy i Damiana.

Corocznie, w uroczystość św. Katarzyny Męczennicy w Czeremsze odbywają się nabożeństwa ekumeniczne – naprzemiennie 25 listopada w kościele rzymskokatolickim i 7 grudnia (24 listopada według starego stylu) w parafialnej cerkwi prawosławnej.

## Wykaz proboszczów
- 1986–1988 – ks. Mirosław Oreszuk
- od 1988 – ks. Jerzy Plis